# Comisiile Parlamentului European

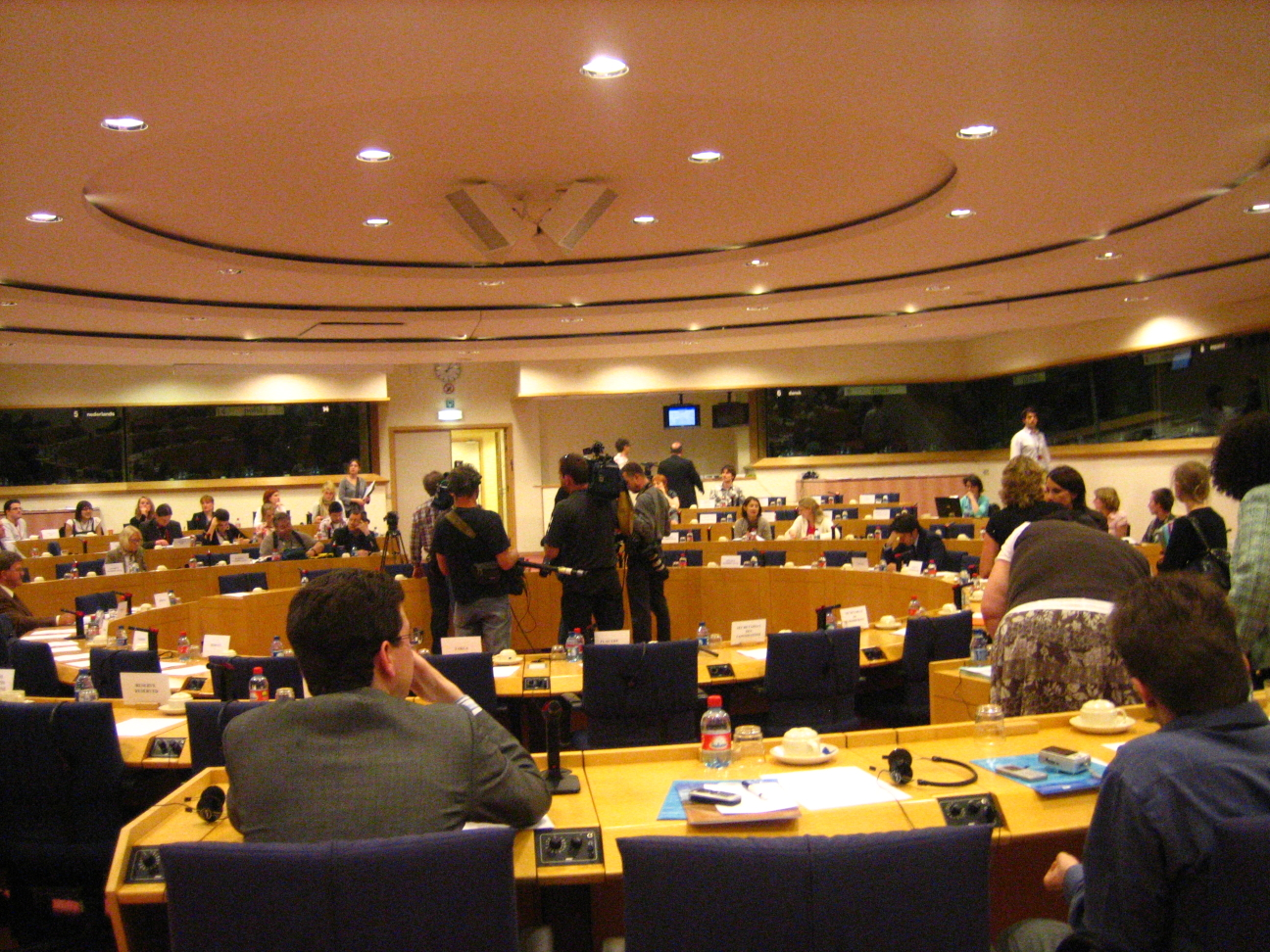
O sală de ședințe a comisiei în Parlament.

Comisiile Parlamentului European sunt esențiale pentru sprijinirea Comisiei Europene în inițierea și elaborarea legislației, având un rol central în procesul decizional al Uniunii Europene.
Comisiile permanente sunt formate din deputații ai Parlamentului European (eurodeputat / europarlamentar), aleși direct de cetățenii Uniunii Europene. Fiecare comisie este condusă de un președinte și patru vicepreședinți și include membrii titulari care au drept de vot. Pe lângă aceștia, comisiile au membri supleanți care pot participa la ședințe și pot înlocui titularii în cazul absenței acestora.
Rapoartele oficiale sunt redactate, de regulă, de un raportor, desemnat de președintele comisiei. Raportorul, selectat dintre membrii titulari sau supleanți permanenți, are un rol crucial în conturarea poziției comisiei asupra propunerilor legislative, asigurând coerența și calitatea documentelor elaborate.

## Procedura de numire
Președinții și vicepreședinții comisiilor sunt numiți prin metoda D'Hondt, un sistem proporțional care garantează o repartizare echitabilă a funcțiilor de conducere între grupurile politice din Parlamentul European, în funcție de ponderea lor politică. Această metodă contribuie la reprezentativitatea și echilibrul politic în procesul decizional al comisiilor.

## Rapoartele legislative
În procesul de propunere și elaborare a legislației, Comisia Europeană consultă comisiile permanente ale Parlamentului European în cadrul procedurii de codecizie. Aceste comisii contribuie prin întocmirea rapoartelor, propunerea de amendamente la proiectele legislative și, dacă este necesar, prin redactarea unei rezoluții legislative.
În cazul în care cel puțin o zecime dintre membrii comisiei se opun unui amendament, acesta va fi supus la vot în cadrul următoarei reuniuni a comisiei.
De asemenea, în absența opoziției a cel puțin o zecime dintre membri, comisiile pot transmite proiectele legislative înapoi Comisiei Europene, fără amendamente.

## Rapoarte nelegislative
Comisiile Parlamentului European pot, de asemenea, să redacteze rapoarte nelegislative. Raportorul desemnat are responsabilitatea de a întocmi raportul și de a-l prezenta Parlamentului, în numele comisiei. Aceste rapoarte trebuie să includă o propunere de rezoluție, o expunere de motive și să precizeze implicațiile financiare.

## Rapoarte de inițiativă proprie
Comisiile Parlamentului European pot redacta și rapoarte care se încadrează în competențele lor, fără a fi necesar să fie consultate. Acestea sunt denumite „Rapoarte de inițiativă proprie” și sunt folosite pentru a prezenta o propunere de rezoluție.
Înainte de a întocmi un astfel de raport, comisia trebuie să obțină permisiunea Conferinței Președinților Parlamentului European. Conferința Președinților are la dispoziție două luni pentru a lua o decizie, iar motivele refuzului permisiunii trebuie să fie întotdeauna justificate.

## Cooperarea între comisii
În procesul întocmirii unui raport, o comisie poate solicita opinia altei comisii pe subiectul respectiv, mai ales atunci când se consideră că un amendament propus ar putea afecta domeniul de interes al acelei comisii. Comisia solicitată pentru opinie va fi menționată ca atare în raportul final. Președintele și raportorul comisiei secundare pot fi invitați să participe la discuțiile comisiei principale, în cadrul căror întâlniri se vor aborda subiectele asupra căror comisia secundară își exprimă opinia.
Amendamentele propuse de comisia secundară vor fi supuse la vot în cadrul comisiei responsabile cu redactarea raportului.
În cazul în care Conferința Președinților, formată din președinții tuturor comisiilor permanente și ai grupurilor politice din Parlamentul European, stabilește că un raport solicitat implică responsabilități comune ale două comisii, ambele comisii vor conveni asupra unui calendar comun și vor colabora în redactarea raportului. Conferința Președinților joacă un rol esențial în coordonarea activităților comisiilor și asigură o bună gestionare a procedurilor legislative. Această cooperare intercomisii subliniază importanța unui dialog continuu între comisii, asigurând o abordare unitară și coerentă a propunerilor legislative.

## Lista comisiilor permanente
Aceasta este o listă a comisiilor permanente, împreună cu președinții acestora, valabilă din iulie 2024.
| Commisia                                                        | Commisia                                                        | Commisia | Membrii | Președinte                              | Președinte                              | Președinte                              | Președinte                              | Președinte                               | Președinte                               | Președinte                               | Președinte                               | Vicepreședinți                          | Vicepreședinți                          | Vicepreședinți                          | Vicepreședinți                          | Vicepreședinți                            | Vicepreședinți                            | Vicepreședinți                            | Vicepreședinți                            |
| Commisia                                                        | Commisia                                                        | Commisia | Membrii | Prima jumătate a mandatului (2024-2027) | Prima jumătate a mandatului (2024-2027) | Prima jumătate a mandatului (2024-2027) | Prima jumătate a mandatului (2024-2027) | A doua jumătate a mandatului (2027-2029) | A doua jumătate a mandatului (2027-2029) | A doua jumătate a mandatului (2027-2029) | A doua jumătate a mandatului (2027-2029) | Prima jumătate a mandatului (2024-2027) | Prima jumătate a mandatului (2024-2027) | Prima jumătate a mandatului (2024-2027) | Prima jumătate a mandatului (2024-2027) | A doua jumătate a mandatuluim (2027-2029) | A doua jumătate a mandatuluim (2027-2029) | A doua jumătate a mandatuluim (2027-2029) | A doua jumătate a mandatuluim (2027-2029) |
| --------------------------------------------------------------- | --------------------------------------------------------------- | -------- | ------- | --------------------------------------- | --------------------------------------- | --------------------------------------- | --------------------------------------- | ---------------------------------------- | ---------------------------------------- | ---------------------------------------- | ---------------------------------------- | --------------------------------------- | --------------------------------------- | --------------------------------------- | --------------------------------------- | ----------------------------------------- | ----------------------------------------- | ----------------------------------------- | ----------------------------------------- |
| Comisia pentru Afaceri Externe                                  | Comisia pentru Afaceri Externe                                  | AFET     | 79      |                                         | PPE                                     | David McAllister⁠(d)                     | David McAllister⁠(d)                     | David McAllister⁠(d)                      | David McAllister⁠(d)                      | David McAllister⁠(d)                      | GER                                      |                                         | S&D                                     | Hana Jalloul⁠(d)                         | Hana Jalloul⁠(d)                         | Hana Jalloul⁠(d)                           | Hana Jalloul⁠(d)                           | Hana Jalloul⁠(d)                           | ESP                                       |
| Comisia pentru Afaceri Externe                                  | Comisia pentru Afaceri Externe                                  | AFET     | 79      |                                         | PPE                                     | David McAllister⁠(d)                     | David McAllister⁠(d)                     | David McAllister⁠(d)                      | David McAllister⁠(d)                      | David McAllister⁠(d)                      | GER                                      | RE                                      | Urmas Paet⁠(d)                           | Urmas Paet⁠(d)                           | Urmas Paet⁠(d)                           | Urmas Paet⁠(d)                             | Urmas Paet⁠(d)                             | EST                                       |                                           |
| Comisia pentru Afaceri Externe                                  | Comisia pentru Afaceri Externe                                  | AFET     | 79      |                                         | PPE                                     | David McAllister⁠(d)                     | David McAllister⁠(d)                     | David McAllister⁠(d)                      | David McAllister⁠(d)                      | David McAllister⁠(d)                      | GER                                      | CRE                                     | Alberico Gambino⁠(d)                     | Alberico Gambino⁠(d)                     | Alberico Gambino⁠(d)                     | Alberico Gambino⁠(d)                       | Alberico Gambino⁠(d)                       | ITA                                       |                                           |
| Comisia pentru Afaceri Externe                                  | Comisia pentru Afaceri Externe                                  | AFET     | 79      |                                         | PPE                                     | David McAllister⁠(d)                     | David McAllister⁠(d)                     | David McAllister⁠(d)                      | David McAllister⁠(d)                      | David McAllister⁠(d)                      | GER                                      | PPE                                     | Rareș Bogdan                            | Rareș Bogdan                            | Rareș Bogdan                            | Rareș Bogdan                              | Rareș Bogdan                              | ROM                                       |                                           |
|                                                                 | Subcomisia pentru Securitate și Apărare                         | SEDE     | 30      |                                         | RE                                      | Marie-Agnes Strack-Zimmermann⁠(d)        | Marie-Agnes Strack-Zimmermann⁠(d)        | Marie-Agnes Strack-Zimmermann⁠(d)         | Marie-Agnes Strack-Zimmermann⁠(d)         | Marie-Agnes Strack-Zimmermann⁠(d)         | GER                                      |                                         | PPE                                     | Christophe Gomart⁠(d)                    | Christophe Gomart⁠(d)                    | Christophe Gomart⁠(d)                      | Christophe Gomart⁠(d)                      | Christophe Gomart⁠(d)                      | FRA                                       |
|                                                                 | Subcomisia pentru Securitate și Apărare                         | SEDE     | 30      | S&D                                     | RE                                      | Marie-Agnes Strack-Zimmermann⁠(d)        | Marie-Agnes Strack-Zimmermann⁠(d)        | Marie-Agnes Strack-Zimmermann⁠(d)         | Marie-Agnes Strack-Zimmermann⁠(d)         | Marie-Agnes Strack-Zimmermann⁠(d)         | GER                                      | Mihai Tudose                            | Mihai Tudose                            | Mihai Tudose                            | Mihai Tudose                            | Mihai Tudose                              | ROM                                       |                                           |                                           |
|                                                                 | Subcomisia pentru Securitate și Apărare                         | SEDE     | 30      | CRE                                     | RE                                      | Marie-Agnes Strack-Zimmermann⁠(d)        | Marie-Agnes Strack-Zimmermann⁠(d)        | Marie-Agnes Strack-Zimmermann⁠(d)         | Marie-Agnes Strack-Zimmermann⁠(d)         | Marie-Agnes Strack-Zimmermann⁠(d)         | GER                                      | Alberico Gambino⁠(d)                     | Alberico Gambino⁠(d)                     | Alberico Gambino⁠(d)                     | Alberico Gambino⁠(d)                     | Alberico Gambino⁠(d)                       | ITA                                       |                                           |                                           |
|                                                                 | Subcomisia pentru Securitate și Apărare                         | SEDE     | 30      | PPE                                     | RE                                      | Marie-Agnes Strack-Zimmermann⁠(d)        | Marie-Agnes Strack-Zimmermann⁠(d)        | Marie-Agnes Strack-Zimmermann⁠(d)         | Marie-Agnes Strack-Zimmermann⁠(d)         | Marie-Agnes Strack-Zimmermann⁠(d)         | GER                                      | Riho Terras⁠(d)                          | Riho Terras⁠(d)                          | Riho Terras⁠(d)                          | Riho Terras⁠(d)                          | Riho Terras⁠(d)                            | EST                                       |                                           |                                           |
| Subcomisia pentru Drepturile Omului                             | DROI                                                            | 30       |         | G/EFA                                   | Mounir Satouri⁠(d)                       | Mounir Satouri⁠(d)                       | Mounir Satouri⁠(d)                       | Mounir Satouri⁠(d)                        | Mounir Satouri⁠(d)                        | FRA                                      |                                          | S&D                                     | Marta Temido⁠(d)                         | Marta Temido⁠(d)                         | Marta Temido⁠(d)                         | Marta Temido⁠(d)                           | Marta Temido⁠(d)                           | POR                                       |                                           |
| Subcomisia pentru Drepturile Omului                             | DROI                                                            | 30       |         | G/EFA                                   | Mounir Satouri⁠(d)                       | Mounir Satouri⁠(d)                       | Mounir Satouri⁠(d)                       | Mounir Satouri⁠(d)                        | Mounir Satouri⁠(d)                        | FRA                                      | PPE                                      | Łukasz Kohut⁠(d)                         | Łukasz Kohut⁠(d)                         | Łukasz Kohut⁠(d)                         | Łukasz Kohut⁠(d)                         | Łukasz Kohut⁠(d)                           | POL                                       |                                           |                                           |
| Subcomisia pentru Drepturile Omului                             | DROI                                                            | 30       | Vacant  | G/EFA                                   | Mounir Satouri⁠(d)                       | Mounir Satouri⁠(d)                       | Mounir Satouri⁠(d)                       | Mounir Satouri⁠(d)                        | Mounir Satouri⁠(d)                        | FRA                                      |                                          |                                         |                                         |                                         |                                         |                                           |                                           |                                           |                                           |
| Subcomisia pentru Drepturile Omului                             | DROI                                                            | 30       | Vacant  | G/EFA                                   | Mounir Satouri⁠(d)                       | Mounir Satouri⁠(d)                       | Mounir Satouri⁠(d)                       | Mounir Satouri⁠(d)                        | Mounir Satouri⁠(d)                        | FRA                                      |                                          |                                         |                                         |                                         |                                         |                                           |                                           |                                           |                                           |
| Comisia pentru Dezvoltare                                       | Comisia pentru Dezvoltare                                       | DEVE     | 25      |                                         | RE                                      | Barry Andrews⁠(d)                        | Barry Andrews⁠(d)                        | Barry Andrews⁠(d)                         | Barry Andrews⁠(d)                         | Barry Andrews⁠(d)                         | IRE                                      |                                         | G/EFA                                   | Isabella Lövin⁠(d)                       | Isabella Lövin⁠(d)                       | Isabella Lövin⁠(d)                         | Isabella Lövin⁠(d)                         | Isabella Lövin⁠(d)                         | SWE                                       |
| Comisia pentru Dezvoltare                                       | Comisia pentru Dezvoltare                                       | DEVE     | 25      |                                         | RE                                      | Barry Andrews⁠(d)                        | Barry Andrews⁠(d)                        | Barry Andrews⁠(d)                         | Barry Andrews⁠(d)                         | Barry Andrews⁠(d)                         | IRE                                      | PPE                                     | Hildegard Bentele⁠(d)                    | Hildegard Bentele⁠(d)                    | Hildegard Bentele⁠(d)                    | Hildegard Bentele⁠(d)                      | Hildegard Bentele⁠(d)                      | GER                                       |                                           |
| Comisia pentru Dezvoltare                                       | Comisia pentru Dezvoltare                                       | DEVE     | 25      |                                         | RE                                      | Barry Andrews⁠(d)                        | Barry Andrews⁠(d)                        | Barry Andrews⁠(d)                         | Barry Andrews⁠(d)                         | Barry Andrews⁠(d)                         | IRE                                      | RE                                      | Abir Al-Sahlani⁠(d)                      | Abir Al-Sahlani⁠(d)                      | Abir Al-Sahlani⁠(d)                      | Abir Al-Sahlani⁠(d)                        | Abir Al-Sahlani⁠(d)                        | SWE                                       |                                           |
| Comisia pentru Dezvoltare                                       | Comisia pentru Dezvoltare                                       | DEVE     | 25      |                                         | RE                                      | Barry Andrews⁠(d)                        | Barry Andrews⁠(d)                        | Barry Andrews⁠(d)                         | Barry Andrews⁠(d)                         | Barry Andrews⁠(d)                         | IRE                                      | S&D                                     | Robert Biedroń⁠(d)                       | Robert Biedroń⁠(d)                       | Robert Biedroń⁠(d)                       | Robert Biedroń⁠(d)                         | Robert Biedroń⁠(d)                         | POL                                       |                                           |
| Comisia pentru Comerț Internațional                             | Comisia pentru Comerț Internațional                             | INTA     | 43      |                                         | S&D                                     | Bernd Lange                             | Bernd Lange                             | Bernd Lange                              | Bernd Lange                              | Bernd Lange                              | GER                                      |                                         | GUE/NGL                                 | Manon Aubry⁠(d)                          | Manon Aubry⁠(d)                          | Manon Aubry⁠(d)                            | Manon Aubry⁠(d)                            | Manon Aubry⁠(d)                            | FRA                                       |
| Comisia pentru Comerț Internațional                             | Comisia pentru Comerț Internațional                             | INTA     | 43      |                                         | S&D                                     | Bernd Lange                             | Bernd Lange                             | Bernd Lange                              | Bernd Lange                              | Bernd Lange                              | GER                                      | PPE                                     | Iuliu Winkler                           | Iuliu Winkler                           | Iuliu Winkler                           | Iuliu Winkler                             | Iuliu Winkler                             | ROM                                       |                                           |
| Comisia pentru Comerț Internațional                             | Comisia pentru Comerț Internațional                             | INTA     | 43      |                                         | S&D                                     | Bernd Lange                             | Bernd Lange                             | Bernd Lange                              | Bernd Lange                              | Bernd Lange                              | GER                                      | RE                                      | Karin Karlsbro⁠(d)                       | Karin Karlsbro⁠(d)                       | Karin Karlsbro⁠(d)                       | Karin Karlsbro⁠(d)                         | Karin Karlsbro⁠(d)                         | SWE                                       |                                           |
| Comisia pentru Comerț Internațional                             | Comisia pentru Comerț Internațional                             | INTA     | 43      |                                         | S&D                                     | Bernd Lange                             | Bernd Lange                             | Bernd Lange                              | Bernd Lange                              | Bernd Lange                              | GER                                      | S&D                                     | Kathleen Van Brempt⁠(d)                  | Kathleen Van Brempt⁠(d)                  | Kathleen Van Brempt⁠(d)                  | Kathleen Van Brempt⁠(d)                    | Kathleen Van Brempt⁠(d)                    | BEL                                       |                                           |
| Comisia pentru Bugete                                           | Comisia pentru Bugete                                           | BUDG     | 40      |                                         | CRE                                     | Johan Van Overtveldt⁠(d)                 | Johan Van Overtveldt⁠(d)                 | Johan Van Overtveldt⁠(d)                  | Johan Van Overtveldt⁠(d)                  | Johan Van Overtveldt⁠(d)                  | BEL                                      |                                         | PPE                                     | Monika Hohlmeier⁠(d)                     | Monika Hohlmeier⁠(d)                     | Monika Hohlmeier⁠(d)                       | Monika Hohlmeier⁠(d)                       | Monika Hohlmeier⁠(d)                       | GER                                       |
| Comisia pentru Bugete                                           | Comisia pentru Bugete                                           | BUDG     | 40      |                                         | CRE                                     | Johan Van Overtveldt⁠(d)                 | Johan Van Overtveldt⁠(d)                 | Johan Van Overtveldt⁠(d)                  | Johan Van Overtveldt⁠(d)                  | Johan Van Overtveldt⁠(d)                  | BEL                                      | S&D                                     | Giuseppe Lupo⁠(d)                        | Giuseppe Lupo⁠(d)                        | Giuseppe Lupo⁠(d)                        | Giuseppe Lupo⁠(d)                          | Giuseppe Lupo⁠(d)                          | ITA                                       |                                           |
| Comisia pentru Bugete                                           | Comisia pentru Bugete                                           | BUDG     | 40      |                                         | CRE                                     | Johan Van Overtveldt⁠(d)                 | Johan Van Overtveldt⁠(d)                 | Johan Van Overtveldt⁠(d)                  | Johan Van Overtveldt⁠(d)                  | Johan Van Overtveldt⁠(d)                  | BEL                                      | PPE                                     | Janusz Lewandowski                      | Janusz Lewandowski                      | Janusz Lewandowski                      | Janusz Lewandowski                        | Janusz Lewandowski                        | POL                                       |                                           |
| Comisia pentru Bugete                                           | Comisia pentru Bugete                                           | BUDG     | 40      |                                         | CRE                                     | Johan Van Overtveldt⁠(d)                 | Johan Van Overtveldt⁠(d)                 | Johan Van Overtveldt⁠(d)                  | Johan Van Overtveldt⁠(d)                  | Johan Van Overtveldt⁠(d)                  | BEL                                      | RE                                      | Lucia Yar⁠(d)                            | Lucia Yar⁠(d)                            | Lucia Yar⁠(d)                            | Lucia Yar⁠(d)                              | Lucia Yar⁠(d)                              | SVK                                       |                                           |
| Comisia pentru Control Bugetar                                  | Comisia pentru Control Bugetar                                  | CONT     | 30      |                                         | PPE                                     | Niclas Herbst⁠(d)                        | Niclas Herbst⁠(d)                        | Niclas Herbst⁠(d)                         | Niclas Herbst⁠(d)                         | Niclas Herbst⁠(d)                         | GER                                      |                                         | PPE                                     | Caterina Chinnici⁠(d)                    | Caterina Chinnici⁠(d)                    | Caterina Chinnici⁠(d)                      | Caterina Chinnici⁠(d)                      | Caterina Chinnici⁠(d)                      | ITA                                       |
| Comisia pentru Control Bugetar                                  | Comisia pentru Control Bugetar                                  | CONT     | 30      |                                         | PPE                                     | Niclas Herbst⁠(d)                        | Niclas Herbst⁠(d)                        | Niclas Herbst⁠(d)                         | Niclas Herbst⁠(d)                         | Niclas Herbst⁠(d)                         | GER                                      | CRE                                     | Cristian Terheș                         | Cristian Terheș                         | Cristian Terheș                         | Cristian Terheș                           | Cristian Terheș                           | ROM                                       |                                           |
| Comisia pentru Control Bugetar                                  | Comisia pentru Control Bugetar                                  | CONT     | 30      |                                         | PPE                                     | Niclas Herbst⁠(d)                        | Niclas Herbst⁠(d)                        | Niclas Herbst⁠(d)                         | Niclas Herbst⁠(d)                         | Niclas Herbst⁠(d)                         | GER                                      | S&D                                     | Claudiu Manda                           | Claudiu Manda                           | Claudiu Manda                           | Claudiu Manda                             | Claudiu Manda                             | ROM                                       |                                           |
| Comisia pentru Control Bugetar                                  | Comisia pentru Control Bugetar                                  | CONT     | 30      | Vacant                                  | PPE                                     | Niclas Herbst⁠(d)                        | Niclas Herbst⁠(d)                        | Niclas Herbst⁠(d)                         | Niclas Herbst⁠(d)                         | Niclas Herbst⁠(d)                         | GER                                      |                                         |                                         |                                         |                                         |                                           |                                           |                                           |                                           |
| Comisia pentru Afaceri Economice și Monetare                    | Comisia pentru Afaceri Economice și Monetare                    | ECON     | 60      |                                         | S&D                                     | Aurore Lalucq⁠(d)                        | Aurore Lalucq⁠(d)                        | Aurore Lalucq⁠(d)                         | Aurore Lalucq⁠(d)                         | Aurore Lalucq⁠(d)                         | FRA                                      |                                         | G/EFA                                   | Damian Boeselager⁠(d)                    | Damian Boeselager⁠(d)                    | Damian Boeselager⁠(d)                      | Damian Boeselager⁠(d)                      | Damian Boeselager⁠(d)                      | NED                                       |
| Comisia pentru Afaceri Economice și Monetare                    | Comisia pentru Afaceri Economice și Monetare                    | ECON     | 60      |                                         | S&D                                     | Aurore Lalucq⁠(d)                        | Aurore Lalucq⁠(d)                        | Aurore Lalucq⁠(d)                         | Aurore Lalucq⁠(d)                         | Aurore Lalucq⁠(d)                         | FRA                                      | RE                                      | Ľudovít Ódor⁠(d)                         | Ľudovít Ódor⁠(d)                         | Ľudovít Ódor⁠(d)                         | Ľudovít Ódor⁠(d)                           | Ľudovít Ódor⁠(d)                           | SVK                                       |                                           |
| Comisia pentru Afaceri Economice și Monetare                    | Comisia pentru Afaceri Economice și Monetare                    | ECON     | 60      |                                         | S&D                                     | Aurore Lalucq⁠(d)                        | Aurore Lalucq⁠(d)                        | Aurore Lalucq⁠(d)                         | Aurore Lalucq⁠(d)                         | Aurore Lalucq⁠(d)                         | FRA                                      | PPE                                     | Luděk Niedermayer⁠(d)                    | Luděk Niedermayer⁠(d)                    | Luděk Niedermayer⁠(d)                    | Luděk Niedermayer⁠(d)                      | Luděk Niedermayer⁠(d)                      | CZE                                       |                                           |
| Comisia pentru Afaceri Economice și Monetare                    | Comisia pentru Afaceri Economice și Monetare                    | ECON     | 60      |                                         | S&D                                     | Aurore Lalucq⁠(d)                        | Aurore Lalucq⁠(d)                        | Aurore Lalucq⁠(d)                         | Aurore Lalucq⁠(d)                         | Aurore Lalucq⁠(d)                         | FRA                                      | CRE                                     | Marlena Maląg⁠(d)                        | Marlena Maląg⁠(d)                        | Marlena Maląg⁠(d)                        | Marlena Maląg⁠(d)                          | Marlena Maląg⁠(d)                          | POL                                       |                                           |
|                                                                 | Subcomisia pentru Chestiuni Fiscale                             | FISC     | 30      |                                         | GUE/NGL                                 | Pasquale Tridico⁠(d)                     | Pasquale Tridico⁠(d)                     | Pasquale Tridico⁠(d)                      | Pasquale Tridico⁠(d)                      | Pasquale Tridico⁠(d)                      | ITA                                      |                                         | G/EFA                                   | Kira Marie Peter-Hansen⁠(d)              | Kira Marie Peter-Hansen⁠(d)              | Kira Marie Peter-Hansen⁠(d)                | Kira Marie Peter-Hansen⁠(d)                | Kira Marie Peter-Hansen⁠(d)                | DEN                                       |
|                                                                 | Subcomisia pentru Chestiuni Fiscale                             | FISC     | 30      | PPE                                     | GUE/NGL                                 | Pasquale Tridico⁠(d)                     | Pasquale Tridico⁠(d)                     | Pasquale Tridico⁠(d)                      | Pasquale Tridico⁠(d)                      | Pasquale Tridico⁠(d)                      | ITA                                      | Regina Doherty⁠(d)                       | Regina Doherty⁠(d)                       | Regina Doherty⁠(d)                       | Regina Doherty⁠(d)                       | Regina Doherty⁠(d)                         | IRE                                       |                                           |                                           |
|                                                                 | Subcomisia pentru Chestiuni Fiscale                             | FISC     | 30      | PPE                                     | GUE/NGL                                 | Pasquale Tridico⁠(d)                     | Pasquale Tridico⁠(d)                     | Pasquale Tridico⁠(d)                      | Pasquale Tridico⁠(d)                      | Pasquale Tridico⁠(d)                      | ITA                                      | Markus Ferber                           | Markus Ferber                           | Markus Ferber                           | Markus Ferber                           | Markus Ferber                             | GER                                       |                                           |                                           |
|                                                                 | Subcomisia pentru Chestiuni Fiscale                             | FISC     | 30      | S&D                                     | GUE/NGL                                 | Pasquale Tridico⁠(d)                     | Pasquale Tridico⁠(d)                     | Pasquale Tridico⁠(d)                      | Pasquale Tridico⁠(d)                      | Pasquale Tridico⁠(d)                      | ITA                                      | Matthias Ecke⁠(d)                        | Matthias Ecke⁠(d)                        | Matthias Ecke⁠(d)                        | Matthias Ecke⁠(d)                        | Matthias Ecke⁠(d)                          | GER                                       |                                           |                                           |
| Comisia pentru Muncă și Afaceri Sociale                         | Comisia pentru Muncă și Afaceri Sociale                         | EMPL     | 60      |                                         | GUE/NGL                                 | Li Andersson⁠(d)                         | Li Andersson⁠(d)                         | Li Andersson⁠(d)                          | Li Andersson⁠(d)                          | Li Andersson⁠(d)                          | FIN                                      |                                         | S&D                                     | Johan Danielsson⁠(d)                     | Johan Danielsson⁠(d)                     | Johan Danielsson⁠(d)                       | Johan Danielsson⁠(d)                       | Johan Danielsson⁠(d)                       | SWE                                       |
| Comisia pentru Muncă și Afaceri Sociale                         | Comisia pentru Muncă și Afaceri Sociale                         | EMPL     | 60      |                                         | GUE/NGL                                 | Li Andersson⁠(d)                         | Li Andersson⁠(d)                         | Li Andersson⁠(d)                          | Li Andersson⁠(d)                          | Li Andersson⁠(d)                          | FIN                                      | PPE                                     | Jagna Marczułajtis-Walczak⁠(d)           | Jagna Marczułajtis-Walczak⁠(d)           | Jagna Marczułajtis-Walczak⁠(d)           | Jagna Marczułajtis-Walczak⁠(d)             | Jagna Marczułajtis-Walczak⁠(d)             | POL                                       |                                           |
| Comisia pentru Muncă și Afaceri Sociale                         | Comisia pentru Muncă și Afaceri Sociale                         | EMPL     | 60      |                                         | GUE/NGL                                 | Li Andersson⁠(d)                         | Li Andersson⁠(d)                         | Li Andersson⁠(d)                          | Li Andersson⁠(d)                          | Li Andersson⁠(d)                          | FIN                                      | G/EFA                                   | Katrin Langensiepen⁠(d)                  | Katrin Langensiepen⁠(d)                  | Katrin Langensiepen⁠(d)                  | Katrin Langensiepen⁠(d)                    | Katrin Langensiepen⁠(d)                    | GER                                       |                                           |
| Comisia pentru Muncă și Afaceri Sociale                         | Comisia pentru Muncă și Afaceri Sociale                         | EMPL     | 60      | Vacant                                  | GUE/NGL                                 | Li Andersson⁠(d)                         | Li Andersson⁠(d)                         | Li Andersson⁠(d)                          | Li Andersson⁠(d)                          | Li Andersson⁠(d)                          | FIN                                      |                                         |                                         |                                         |                                         |                                           |                                           |                                           |                                           |
| Comisia pentru Mediu, Sănătate Publică și Siguranța Alimentelor | Comisia pentru Mediu, Sănătate Publică și Siguranța Alimentelor | ENVI     | 90      |                                         | S&D                                     | Antonio Decaro⁠(d)                       | Antonio Decaro⁠(d)                       | Antonio Decaro⁠(d)                        | Antonio Decaro⁠(d)                        | Antonio Decaro⁠(d)                        | ITA                                      |                                         | PPE                                     | Esther Herranz García                   | Esther Herranz García                   | Esther Herranz García                     | Esther Herranz García                     | Esther Herranz García                     | ESP                                       |
| Comisia pentru Mediu, Sănătate Publică și Siguranța Alimentelor | Comisia pentru Mediu, Sănătate Publică și Siguranța Alimentelor | ENVI     | 90      |                                         | S&D                                     | Antonio Decaro⁠(d)                       | Antonio Decaro⁠(d)                       | Antonio Decaro⁠(d)                        | Antonio Decaro⁠(d)                        | Antonio Decaro⁠(d)                        | ITA                                      | CRE                                     | Pietro Fiocchi⁠(d)                       | Pietro Fiocchi⁠(d)                       | Pietro Fiocchi⁠(d)                       | Pietro Fiocchi⁠(d)                         | Pietro Fiocchi⁠(d)                         | ITA                                       |                                           |
| Comisia pentru Mediu, Sănătate Publică și Siguranța Alimentelor | Comisia pentru Mediu, Sănătate Publică și Siguranța Alimentelor | ENVI     | 90      |                                         | S&D                                     | Antonio Decaro⁠(d)                       | Antonio Decaro⁠(d)                       | Antonio Decaro⁠(d)                        | Antonio Decaro⁠(d)                        | Antonio Decaro⁠(d)                        | ITA                                      | GUE/NGL                                 | Anja Hazekamp⁠(d)                        | Anja Hazekamp⁠(d)                        | Anja Hazekamp⁠(d)                        | Anja Hazekamp⁠(d)                          | Anja Hazekamp⁠(d)                          | NED                                       |                                           |
| Comisia pentru Mediu, Sănătate Publică și Siguranța Alimentelor | Comisia pentru Mediu, Sănătate Publică și Siguranța Alimentelor | ENVI     | 90      |                                         | S&D                                     | Antonio Decaro⁠(d)                       | Antonio Decaro⁠(d)                       | Antonio Decaro⁠(d)                        | Antonio Decaro⁠(d)                        | Antonio Decaro⁠(d)                        | ITA                                      | PPE                                     | András Tivadar Kulja⁠(d)                 | András Tivadar Kulja⁠(d)                 | András Tivadar Kulja⁠(d)                 | András Tivadar Kulja⁠(d)                   | András Tivadar Kulja⁠(d)                   | HUN                                       |                                           |
|                                                                 | Subcomisia pentru Sănătate Publică                              | SANT     | 30      |                                         | PPE                                     | Adam Jarubas⁠(d)                         | Adam Jarubas⁠(d)                         | Adam Jarubas⁠(d)                          | Adam Jarubas⁠(d)                          | Adam Jarubas⁠(d)                          | POL                                      |                                         | G/EFA                                   | Tilly Metz⁠(d)                           | Tilly Metz⁠(d)                           | Tilly Metz⁠(d)                             | Tilly Metz⁠(d)                             | Tilly Metz⁠(d)                             | LUX                                       |
|                                                                 | Subcomisia pentru Sănătate Publică                              | SANT     | 30      | RE                                      | PPE                                     | Adam Jarubas⁠(d)                         | Adam Jarubas⁠(d)                         | Adam Jarubas⁠(d)                          | Adam Jarubas⁠(d)                          | Adam Jarubas⁠(d)                          | POL                                      | Stine Bosse⁠(d)                          | Stine Bosse⁠(d)                          | Stine Bosse⁠(d)                          | Stine Bosse⁠(d)                          | Stine Bosse⁠(d)                            | DEN                                       |                                           |                                           |
|                                                                 | Subcomisia pentru Sănătate Publică                              | SANT     | 30      | S&D                                     | PPE                                     | Adam Jarubas⁠(d)                         | Adam Jarubas⁠(d)                         | Adam Jarubas⁠(d)                          | Adam Jarubas⁠(d)                          | Adam Jarubas⁠(d)                          | POL                                      | Romana Jerković⁠(d)                      | Romana Jerković⁠(d)                      | Romana Jerković⁠(d)                      | Romana Jerković⁠(d)                      | Romana Jerković⁠(d)                        | CRO                                       |                                           |                                           |
|                                                                 | Subcomisia pentru Sănătate Publică                              | SANT     | 30      | CRE                                     | PPE                                     | Adam Jarubas⁠(d)                         | Adam Jarubas⁠(d)                         | Adam Jarubas⁠(d)                          | Adam Jarubas⁠(d)                          | Adam Jarubas⁠(d)                          | POL                                      | Emmanouil Fragkos⁠(d)                    | Emmanouil Fragkos⁠(d)                    | Emmanouil Fragkos⁠(d)                    | Emmanouil Fragkos⁠(d)                    | Emmanouil Fragkos⁠(d)                      | GRE                                       |                                           |                                           |
| Comisia pentru Industrie, Cercetare și Energie                  | Comisia pentru Industrie, Cercetare și Energie                  | ITRE     | 90      |                                         | PPE                                     | Borys Budka⁠(d)                          | Borys Budka⁠(d)                          | Borys Budka⁠(d)                           | Borys Budka⁠(d)                           | Borys Budka⁠(d)                           | POL                                      |                                         | S&D                                     | Tsvetelina Penkova⁠(d)                   | Tsvetelina Penkova⁠(d)                   | Tsvetelina Penkova⁠(d)                     | Tsvetelina Penkova⁠(d)                     | Tsvetelina Penkova⁠(d)                     | BUL                                       |
| Comisia pentru Industrie, Cercetare și Energie                  | Comisia pentru Industrie, Cercetare și Energie                  | ITRE     | 90      |                                         | PPE                                     | Borys Budka⁠(d)                          | Borys Budka⁠(d)                          | Borys Budka⁠(d)                           | Borys Budka⁠(d)                           | Borys Budka⁠(d)                           | POL                                      | CRE                                     | Elena Donazzan⁠(d)                       | Elena Donazzan⁠(d)                       | Elena Donazzan⁠(d)                       | Elena Donazzan⁠(d)                         | Elena Donazzan⁠(d)                         | ITA                                       |                                           |
| Comisia pentru Industrie, Cercetare și Energie                  | Comisia pentru Industrie, Cercetare și Energie                  | ITRE     | 90      |                                         | PPE                                     | Borys Budka⁠(d)                          | Borys Budka⁠(d)                          | Borys Budka⁠(d)                           | Borys Budka⁠(d)                           | Borys Budka⁠(d)                           | POL                                      | S&D                                     | Giorgio Gori⁠(d)                         | Giorgio Gori⁠(d)                         | Giorgio Gori⁠(d)                         | Giorgio Gori⁠(d)                           | Giorgio Gori⁠(d)                           | ITA                                       |                                           |
| Comisia pentru Industrie, Cercetare și Energie                  | Comisia pentru Industrie, Cercetare și Energie                  | ITRE     | 90      |                                         | PPE                                     | Borys Budka⁠(d)                          | Borys Budka⁠(d)                          | Borys Budka⁠(d)                           | Borys Budka⁠(d)                           | Borys Budka⁠(d)                           | POL                                      | RE                                      | Yvan Verougstraete⁠(d)                   | Yvan Verougstraete⁠(d)                   | Yvan Verougstraete⁠(d)                   | Yvan Verougstraete⁠(d)                     | Yvan Verougstraete⁠(d)                     | BEL                                       |                                           |
| Comisia pentru Piața Internă și Protecția Consumatorilor        | Comisia pentru Piața Internă și Protecția Consumatorilor        | IMCO     | 52      |                                         | G/EFA                                   | Anna Cavazzini⁠(d)                       | Anna Cavazzini⁠(d)                       | Anna Cavazzini⁠(d)                        | Anna Cavazzini⁠(d)                        | Anna Cavazzini⁠(d)                        | GER                                      |                                         | PPE                                     | Christian Doleschal⁠(d)                  | Christian Doleschal⁠(d)                  | Christian Doleschal⁠(d)                    | Christian Doleschal⁠(d)                    | Christian Doleschal⁠(d)                    | GER                                       |
| Comisia pentru Piața Internă și Protecția Consumatorilor        | Comisia pentru Piața Internă și Protecția Consumatorilor        | IMCO     | 52      |                                         | G/EFA                                   | Anna Cavazzini⁠(d)                       | Anna Cavazzini⁠(d)                       | Anna Cavazzini⁠(d)                        | Anna Cavazzini⁠(d)                        | Anna Cavazzini⁠(d)                        | GER                                      | RE                                      | Nikola Minchev⁠(d)                       | Nikola Minchev⁠(d)                       | Nikola Minchev⁠(d)                       | Nikola Minchev⁠(d)                         | Nikola Minchev⁠(d)                         | BUL                                       |                                           |
| Comisia pentru Piața Internă și Protecția Consumatorilor        | Comisia pentru Piața Internă și Protecția Consumatorilor        | IMCO     | 52      |                                         | G/EFA                                   | Anna Cavazzini⁠(d)                       | Anna Cavazzini⁠(d)                       | Anna Cavazzini⁠(d)                        | Anna Cavazzini⁠(d)                        | Anna Cavazzini⁠(d)                        | GER                                      | S&D                                     | Maria Grapini                           | Maria Grapini                           | Maria Grapini                           | Maria Grapini                             | Maria Grapini                             | ROM                                       |                                           |
| Comisia pentru Piața Internă și Protecția Consumatorilor        | Comisia pentru Piața Internă și Protecția Consumatorilor        | IMCO     | 52      |                                         | G/EFA                                   | Anna Cavazzini⁠(d)                       | Anna Cavazzini⁠(d)                       | Anna Cavazzini⁠(d)                        | Anna Cavazzini⁠(d)                        | Anna Cavazzini⁠(d)                        | GER                                      | PPE                                     | Kamila Gasiuk-Pihowicz⁠(d)               | Kamila Gasiuk-Pihowicz⁠(d)               | Kamila Gasiuk-Pihowicz⁠(d)               | Kamila Gasiuk-Pihowicz⁠(d)                 | Kamila Gasiuk-Pihowicz⁠(d)                 | POL                                       |                                           |
| Comisia pentru Transporturi și Turism                           | Comisia pentru Transporturi și Turism                           | TRAN     | 46      |                                         | PPE                                     | Elissavet Vozemberg-Vrionidi⁠(d)         | Elissavet Vozemberg-Vrionidi⁠(d)         | Elissavet Vozemberg-Vrionidi⁠(d)          | Elissavet Vozemberg-Vrionidi⁠(d)          | Elissavet Vozemberg-Vrionidi⁠(d)          | GRE                                      |                                         | G/EFA                                   | Virginijus Sinkevičius⁠(d)               | Virginijus Sinkevičius⁠(d)               | Virginijus Sinkevičius⁠(d)                 | Virginijus Sinkevičius⁠(d)                 | Virginijus Sinkevičius⁠(d)                 | LIT                                       |
| Comisia pentru Transporturi și Turism                           | Comisia pentru Transporturi și Turism                           | TRAN     | 46      |                                         | PPE                                     | Elissavet Vozemberg-Vrionidi⁠(d)         | Elissavet Vozemberg-Vrionidi⁠(d)         | Elissavet Vozemberg-Vrionidi⁠(d)          | Elissavet Vozemberg-Vrionidi⁠(d)          | Elissavet Vozemberg-Vrionidi⁠(d)          | GRE                                      | PPE                                     | Sophia Kircher⁠(d)                       | Sophia Kircher⁠(d)                       | Sophia Kircher⁠(d)                       | Sophia Kircher⁠(d)                         | Sophia Kircher⁠(d)                         | AUT                                       |                                           |
| Comisia pentru Transporturi și Turism                           | Comisia pentru Transporturi și Turism                           | TRAN     | 46      |                                         | PPE                                     | Elissavet Vozemberg-Vrionidi⁠(d)         | Elissavet Vozemberg-Vrionidi⁠(d)         | Elissavet Vozemberg-Vrionidi⁠(d)          | Elissavet Vozemberg-Vrionidi⁠(d)          | Elissavet Vozemberg-Vrionidi⁠(d)          | GRE                                      | GUE/NGL                                 | Elena Kountoura⁠(d)                      | Elena Kountoura⁠(d)                      | Elena Kountoura⁠(d)                      | Elena Kountoura⁠(d)                        | Elena Kountoura⁠(d)                        | GRE                                       |                                           |
| Comisia pentru Transporturi și Turism                           | Comisia pentru Transporturi și Turism                           | TRAN     | 46      |                                         | PPE                                     | Elissavet Vozemberg-Vrionidi⁠(d)         | Elissavet Vozemberg-Vrionidi⁠(d)         | Elissavet Vozemberg-Vrionidi⁠(d)          | Elissavet Vozemberg-Vrionidi⁠(d)          | Elissavet Vozemberg-Vrionidi⁠(d)          | GRE                                      | S&D                                     | Matteo Ricci⁠(d)                         | Matteo Ricci⁠(d)                         | Matteo Ricci⁠(d)                         | Matteo Ricci⁠(d)                           | Matteo Ricci⁠(d)                           | ITA                                       |                                           |
| Comisia pentru Dezvoltare Regională                             | Comisia pentru Dezvoltare Regională                             | REGI     | 41      |                                         | S&D                                     | Dragoș Benea                            | Dragoș Benea                            | Dragoș Benea                             | Dragoș Benea                             | Dragoș Benea                             | ROM                                      |                                         | PPE                                     | Gabriella Gerzsenyi⁠(d)                  | Gabriella Gerzsenyi⁠(d)                  | Gabriella Gerzsenyi⁠(d)                    | Gabriella Gerzsenyi⁠(d)                    | Gabriella Gerzsenyi⁠(d)                    | HUN                                       |
| Comisia pentru Dezvoltare Regională                             | Comisia pentru Dezvoltare Regională                             | REGI     | 41      |                                         | S&D                                     | Dragoș Benea                            | Dragoș Benea                            | Dragoș Benea                             | Dragoș Benea                             | Dragoș Benea                             | ROM                                      | S&D                                     | Nora Mebarek⁠(d)                         | Nora Mebarek⁠(d)                         | Nora Mebarek⁠(d)                         | Nora Mebarek⁠(d)                           | Nora Mebarek⁠(d)                           | FRA                                       |                                           |
| Comisia pentru Dezvoltare Regională                             | Comisia pentru Dezvoltare Regională                             | REGI     | 41      |                                         | S&D                                     | Dragoș Benea                            | Dragoș Benea                            | Dragoș Benea                             | Dragoș Benea                             | Dragoș Benea                             | ROM                                      | CRE                                     | Francesco Ventola⁠(d)                    | Francesco Ventola⁠(d)                    | Francesco Ventola⁠(d)                    | Francesco Ventola⁠(d)                      | Francesco Ventola⁠(d)                      | ITA                                       |                                           |
| Comisia pentru Dezvoltare Regională                             | Comisia pentru Dezvoltare Regională                             | REGI     | 41      |                                         | S&D                                     | Dragoș Benea                            | Dragoș Benea                            | Dragoș Benea                             | Dragoș Benea                             | Dragoș Benea                             | ROM                                      | RE                                      | Ľubica Karvašová⁠(d)                     | Ľubica Karvašová⁠(d)                     | Ľubica Karvašová⁠(d)                     | Ľubica Karvašová⁠(d)                       | Ľubica Karvašová⁠(d)                       | SVK                                       |                                           |
| Comisia pentru Agricultură și Dezvoltare Rurală                 | Comisia pentru Agricultură și Dezvoltare Rurală                 | AGRI     | 49      |                                         | CRE                                     | Veronika Vrecionová⁠(d)                  | Veronika Vrecionová⁠(d)                  | Veronika Vrecionová⁠(d)                   | Veronika Vrecionová⁠(d)                   | Veronika Vrecionová⁠(d)                   | CZE                                      |                                         | PPE                                     | Daniel Buda                             | Daniel Buda                             | Daniel Buda                               | Daniel Buda                               | Daniel Buda                               | ROM                                       |
| Comisia pentru Agricultură și Dezvoltare Rurală                 | Comisia pentru Agricultură și Dezvoltare Rurală                 | AGRI     | 49      |                                         | CRE                                     | Veronika Vrecionová⁠(d)                  | Veronika Vrecionová⁠(d)                  | Veronika Vrecionová⁠(d)                   | Veronika Vrecionová⁠(d)                   | Veronika Vrecionová⁠(d)                   | CZE                                      | PPE                                     | Norbert Lins⁠(d)                         | Norbert Lins⁠(d)                         | Norbert Lins⁠(d)                         | Norbert Lins⁠(d)                           | Norbert Lins⁠(d)                           | GER                                       |                                           |
| Comisia pentru Agricultură și Dezvoltare Rurală                 | Comisia pentru Agricultură și Dezvoltare Rurală                 | AGRI     | 49      |                                         | CRE                                     | Veronika Vrecionová⁠(d)                  | Veronika Vrecionová⁠(d)                  | Veronika Vrecionová⁠(d)                   | Veronika Vrecionová⁠(d)                   | Veronika Vrecionová⁠(d)                   | CZE                                      | S&D                                     | Eric Sargiacomo⁠(d)                      | Eric Sargiacomo⁠(d)                      | Eric Sargiacomo⁠(d)                      | Eric Sargiacomo⁠(d)                        | Eric Sargiacomo⁠(d)                        | FRA                                       |                                           |
| Comisia pentru Agricultură și Dezvoltare Rurală                 | Comisia pentru Agricultură și Dezvoltare Rurală                 | AGRI     | 49      | Vacant                                  | CRE                                     | Veronika Vrecionová⁠(d)                  | Veronika Vrecionová⁠(d)                  | Veronika Vrecionová⁠(d)                   | Veronika Vrecionová⁠(d)                   | Veronika Vrecionová⁠(d)                   | CZE                                      |                                         |                                         |                                         |                                         |                                           |                                           |                                           |                                           |
| Comisia pentru Pescuit                                          | Comisia pentru Pescuit                                          | PECH     | 27      |                                         | PPE                                     | Carmen Crespo Díaz⁠(d)                   | Carmen Crespo Díaz⁠(d)                   | Carmen Crespo Díaz⁠(d)                    | Carmen Crespo Díaz⁠(d)                    | Carmen Crespo Díaz⁠(d)                    | ESP                                      |                                         | PPE                                     | Sander Smit⁠(d)                          | Sander Smit⁠(d)                          | Sander Smit⁠(d)                            | Sander Smit⁠(d)                            | Sander Smit⁠(d)                            | NED                                       |
| Comisia pentru Pescuit                                          | Comisia pentru Pescuit                                          | PECH     | 27      |                                         | PPE                                     | Carmen Crespo Díaz⁠(d)                   | Carmen Crespo Díaz⁠(d)                   | Carmen Crespo Díaz⁠(d)                    | Carmen Crespo Díaz⁠(d)                    | Carmen Crespo Díaz⁠(d)                    | ESP                                      | CRE                                     | Giuseppe Milazzo⁠(d)                     | Giuseppe Milazzo⁠(d)                     | Giuseppe Milazzo⁠(d)                     | Giuseppe Milazzo⁠(d)                       | Giuseppe Milazzo⁠(d)                       | ITA                                       |                                           |
| Comisia pentru Pescuit                                          | Comisia pentru Pescuit                                          | PECH     | 27      |                                         | PPE                                     | Carmen Crespo Díaz⁠(d)                   | Carmen Crespo Díaz⁠(d)                   | Carmen Crespo Díaz⁠(d)                    | Carmen Crespo Díaz⁠(d)                    | Carmen Crespo Díaz⁠(d)                    | ESP                                      | RE                                      | Stéphanie Yon-Courtin⁠(d)                | Stéphanie Yon-Courtin⁠(d)                | Stéphanie Yon-Courtin⁠(d)                | Stéphanie Yon-Courtin⁠(d)                  | Stéphanie Yon-Courtin⁠(d)                  | FRA                                       |                                           |
| Comisia pentru Pescuit                                          | Comisia pentru Pescuit                                          | PECH     | 27      |                                         | PPE                                     | Carmen Crespo Díaz⁠(d)                   | Carmen Crespo Díaz⁠(d)                   | Carmen Crespo Díaz⁠(d)                    | Carmen Crespo Díaz⁠(d)                    | Carmen Crespo Díaz⁠(d)                    | ESP                                      | PPE                                     | Jessica Polfjärd⁠(d)                     | Jessica Polfjärd⁠(d)                     | Jessica Polfjärd⁠(d)                     | Jessica Polfjärd⁠(d)                       | Jessica Polfjärd⁠(d)                       | SWE                                       |                                           |
| Comisia pentru Cultură și Educație                              | Comisia pentru Cultură și Educație                              | CULT     | 30      |                                         | G/EFA                                   | Nela Riehl⁠(d)                           | Nela Riehl⁠(d)                           | Nela Riehl⁠(d)                            | Nela Riehl⁠(d)                            | Nela Riehl⁠(d)                            | GER                                      |                                         | PPE                                     | Bogdan Andrzej Zdrojewski⁠(d)            | Bogdan Andrzej Zdrojewski⁠(d)            | Bogdan Andrzej Zdrojewski⁠(d)              | Bogdan Andrzej Zdrojewski⁠(d)              | Bogdan Andrzej Zdrojewski⁠(d)              | POL                                       |
| Comisia pentru Cultură și Educație                              | Comisia pentru Cultură și Educație                              | CULT     | 30      |                                         | G/EFA                                   | Nela Riehl⁠(d)                           | Nela Riehl⁠(d)                           | Nela Riehl⁠(d)                            | Nela Riehl⁠(d)                            | Nela Riehl⁠(d)                            | GER                                      | S&D                                     | Emma Rafowicz⁠(d)                        | Emma Rafowicz⁠(d)                        | Emma Rafowicz⁠(d)                        | Emma Rafowicz⁠(d)                          | Emma Rafowicz⁠(d)                          | FRA                                       |                                           |
| Comisia pentru Cultură și Educație                              | Comisia pentru Cultură și Educație                              | CULT     | 30      |                                         | G/EFA                                   | Nela Riehl⁠(d)                           | Nela Riehl⁠(d)                           | Nela Riehl⁠(d)                            | Nela Riehl⁠(d)                            | Nela Riehl⁠(d)                            | GER                                      | G/EFA                                   | Diana Riba⁠(d)                           | Diana Riba⁠(d)                           | Diana Riba⁠(d)                           | Diana Riba⁠(d)                             | Diana Riba⁠(d)                             | ESP                                       |                                           |
| Comisia pentru Cultură și Educație                              | Comisia pentru Cultură și Educație                              | CULT     | 30      |                                         | G/EFA                                   | Nela Riehl⁠(d)                           | Nela Riehl⁠(d)                           | Nela Riehl⁠(d)                            | Nela Riehl⁠(d)                            | Nela Riehl⁠(d)                            | GER                                      | RE                                      | Hristo Petrov⁠(d)                        | Hristo Petrov⁠(d)                        | Hristo Petrov⁠(d)                        | Hristo Petrov⁠(d)                          | Hristo Petrov⁠(d)                          | BUL                                       |                                           |
| Comisia pentru Afaceri Juridice                                 | Comisia pentru Afaceri Juridice                                 | JURI     | 25      |                                         | RE                                      | Ilhan Kyuchyuk⁠(d)                       | Ilhan Kyuchyuk⁠(d)                       | Ilhan Kyuchyuk⁠(d)                        | Ilhan Kyuchyuk⁠(d)                        | Ilhan Kyuchyuk⁠(d)                        | BUL                                      |                                         | PPE                                     | Marion Walsmann⁠(d)                      | Marion Walsmann⁠(d)                      | Marion Walsmann⁠(d)                        | Marion Walsmann⁠(d)                        | Marion Walsmann⁠(d)                        | GER                                       |
| Comisia pentru Afaceri Juridice                                 | Comisia pentru Afaceri Juridice                                 | JURI     | 25      |                                         | RE                                      | Ilhan Kyuchyuk⁠(d)                       | Ilhan Kyuchyuk⁠(d)                       | Ilhan Kyuchyuk⁠(d)                        | Ilhan Kyuchyuk⁠(d)                        | Ilhan Kyuchyuk⁠(d)                        | BUL                                      | CRE                                     | Mario Mantovani                         | Mario Mantovani                         | Mario Mantovani                         | Mario Mantovani                           | Mario Mantovani                           | ITA                                       |                                           |
| Comisia pentru Afaceri Juridice                                 | Comisia pentru Afaceri Juridice                                 | JURI     | 25      |                                         | RE                                      | Ilhan Kyuchyuk⁠(d)                       | Ilhan Kyuchyuk⁠(d)                       | Ilhan Kyuchyuk⁠(d)                        | Ilhan Kyuchyuk⁠(d)                        | Ilhan Kyuchyuk⁠(d)                        | BUL                                      | S&D                                     | Lara Wolters⁠(d)                         | Lara Wolters⁠(d)                         | Lara Wolters⁠(d)                         | Lara Wolters⁠(d)                           | Lara Wolters⁠(d)                           | NED                                       |                                           |
| Comisia pentru Afaceri Juridice                                 | Comisia pentru Afaceri Juridice                                 | JURI     | 25      |                                         | RE                                      | Ilhan Kyuchyuk⁠(d)                       | Ilhan Kyuchyuk⁠(d)                       | Ilhan Kyuchyuk⁠(d)                        | Ilhan Kyuchyuk⁠(d)                        | Ilhan Kyuchyuk⁠(d)                        | BUL                                      | PPE                                     | Emil Radev⁠(d)                           | Emil Radev⁠(d)                           | Emil Radev⁠(d)                           | Emil Radev⁠(d)                             | Emil Radev⁠(d)                             | BUL                                       |                                           |
| Comisia pentru Libertăți Civile, Justiție și Afaceri Interne    | Comisia pentru Libertăți Civile, Justiție și Afaceri Interne    | LIBE     | 75      |                                         | PPE                                     | Javier Zarzalejos⁠(d)                    | Javier Zarzalejos⁠(d)                    | Javier Zarzalejos⁠(d)                     | Javier Zarzalejos⁠(d)                     | Javier Zarzalejos⁠(d)                     | ESP                                      |                                         | S&D                                     | Marina Kaljurand⁠(d)                     | Marina Kaljurand⁠(d)                     | Marina Kaljurand⁠(d)                       | Marina Kaljurand⁠(d)                       | Marina Kaljurand⁠(d)                       | EST                                       |
| Comisia pentru Libertăți Civile, Justiție și Afaceri Interne    | Comisia pentru Libertăți Civile, Justiție și Afaceri Interne    | LIBE     | 75      |                                         | PPE                                     | Javier Zarzalejos⁠(d)                    | Javier Zarzalejos⁠(d)                    | Javier Zarzalejos⁠(d)                     | Javier Zarzalejos⁠(d)                     | Javier Zarzalejos⁠(d)                     | ESP                                      | CRE                                     | Charlie Weimers⁠(d)                      | Charlie Weimers⁠(d)                      | Charlie Weimers⁠(d)                      | Charlie Weimers⁠(d)                        | Charlie Weimers⁠(d)                        | SWE                                       |                                           |
| Comisia pentru Libertăți Civile, Justiție și Afaceri Interne    | Comisia pentru Libertăți Civile, Justiție și Afaceri Interne    | LIBE     | 75      |                                         | PPE                                     | Javier Zarzalejos⁠(d)                    | Javier Zarzalejos⁠(d)                    | Javier Zarzalejos⁠(d)                     | Javier Zarzalejos⁠(d)                     | Javier Zarzalejos⁠(d)                     | ESP                                      | S&D                                     | Alessandro Zan⁠(d)                       | Alessandro Zan⁠(d)                       | Alessandro Zan⁠(d)                       | Alessandro Zan⁠(d)                         | Alessandro Zan⁠(d)                         | ITA                                       |                                           |
| Comisia pentru Libertăți Civile, Justiție și Afaceri Interne    | Comisia pentru Libertăți Civile, Justiție și Afaceri Interne    | LIBE     | 75      |                                         | PPE                                     | Javier Zarzalejos⁠(d)                    | Javier Zarzalejos⁠(d)                    | Javier Zarzalejos⁠(d)                     | Javier Zarzalejos⁠(d)                     | Javier Zarzalejos⁠(d)                     | ESP                                      | GUE/NGL                                 | Estrella Galán⁠(d)                       | Estrella Galán⁠(d)                       | Estrella Galán⁠(d)                       | Estrella Galán⁠(d)                         | Estrella Galán⁠(d)                         | ESP                                       |                                           |
| Comisia pentru Afaceri Constituționale                          | Comisia pentru Afaceri Constituționale                          | AFCO     | 30      |                                         | PPE                                     | Sven Simon⁠(d)                           | Sven Simon⁠(d)                           | Sven Simon⁠(d)                            | Sven Simon⁠(d)                            | Sven Simon⁠(d)                            | GER                                      |                                         | S&D                                     | Gabriele Bischoff⁠(d)                    | Gabriele Bischoff⁠(d)                    | Gabriele Bischoff⁠(d)                      | Gabriele Bischoff⁠(d)                      | Gabriele Bischoff⁠(d)                      | GER                                       |
| Comisia pentru Afaceri Constituționale                          | Comisia pentru Afaceri Constituționale                          | AFCO     | 30      |                                         | PPE                                     | Sven Simon⁠(d)                           | Sven Simon⁠(d)                           | Sven Simon⁠(d)                            | Sven Simon⁠(d)                            | Sven Simon⁠(d)                            | GER                                      | PPE                                     | Adrián Vázquez Lázara⁠(d)                | Adrián Vázquez Lázara⁠(d)                | Adrián Vázquez Lázara⁠(d)                | Adrián Vázquez Lázara⁠(d)                  | Adrián Vázquez Lázara⁠(d)                  | ESP                                       |                                           |
| Comisia pentru Afaceri Constituționale                          | Comisia pentru Afaceri Constituționale                          | AFCO     | 30      |                                         | PPE                                     | Sven Simon⁠(d)                           | Sven Simon⁠(d)                           | Sven Simon⁠(d)                            | Sven Simon⁠(d)                            | Sven Simon⁠(d)                            | GER                                      | RE                                      | Charles Goerens                         | Charles Goerens                         | Charles Goerens                         | Charles Goerens                           | Charles Goerens                           | LUX                                       |                                           |
| Comisia pentru Afaceri Constituționale                          | Comisia pentru Afaceri Constituționale                          | AFCO     | 30      |                                         | PPE                                     | Sven Simon⁠(d)                           | Sven Simon⁠(d)                           | Sven Simon⁠(d)                            | Sven Simon⁠(d)                            | Sven Simon⁠(d)                            | GER                                      | PPE                                     | Péter Magyar                            | Péter Magyar                            | Péter Magyar                            | Péter Magyar                              | Péter Magyar                              | HUN                                       |                                           |
| Comisia pentru Drepturile Femeilor și Egalitatea de Gen         | Comisia pentru Drepturile Femeilor și Egalitatea de Gen         | FEMM     | 40      |                                         | S&D                                     | Lina Gálvez⁠(d)                          | Lina Gálvez⁠(d)                          | Lina Gálvez⁠(d)                           | Lina Gálvez⁠(d)                           | Lina Gálvez⁠(d)                           | ESP                                      |                                         | RE                                      | Dainius Žalimas⁠(d)                      | Dainius Žalimas⁠(d)                      | Dainius Žalimas⁠(d)                        | Dainius Žalimas⁠(d)                        | Dainius Žalimas⁠(d)                        | LIT                                       |
| Comisia pentru Drepturile Femeilor și Egalitatea de Gen         | Comisia pentru Drepturile Femeilor și Egalitatea de Gen         | FEMM     | 40      |                                         | S&D                                     | Lina Gálvez⁠(d)                          | Lina Gálvez⁠(d)                          | Lina Gálvez⁠(d)                           | Lina Gálvez⁠(d)                           | Lina Gálvez⁠(d)                           | ESP                                      | GUE/NGL                                 | Irene Montero⁠(d)                        | Irene Montero⁠(d)                        | Irene Montero⁠(d)                        | Irene Montero⁠(d)                          | Irene Montero⁠(d)                          | ESP                                       |                                           |
| Comisia pentru Drepturile Femeilor și Egalitatea de Gen         | Comisia pentru Drepturile Femeilor și Egalitatea de Gen         | FEMM     | 40      |                                         | S&D                                     | Lina Gálvez⁠(d)                          | Lina Gálvez⁠(d)                          | Lina Gálvez⁠(d)                           | Lina Gálvez⁠(d)                           | Lina Gálvez⁠(d)                           | ESP                                      | PPE                                     | Rosa Estaràs Ferragut⁠(d)                | Rosa Estaràs Ferragut⁠(d)                | Rosa Estaràs Ferragut⁠(d)                | Rosa Estaràs Ferragut⁠(d)                  | Rosa Estaràs Ferragut⁠(d)                  | ESP                                       |                                           |
| Comisia pentru Drepturile Femeilor și Egalitatea de Gen         | Comisia pentru Drepturile Femeilor și Egalitatea de Gen         | FEMM     | 40      |                                         | S&D                                     | Lina Gálvez⁠(d)                          | Lina Gálvez⁠(d)                          | Lina Gálvez⁠(d)                           | Lina Gálvez⁠(d)                           | Lina Gálvez⁠(d)                           | ESP                                      | S&D                                     | Predrag Fred Matić                      | Predrag Fred Matić                      | Predrag Fred Matić                      | Predrag Fred Matić                        | Predrag Fred Matić                        | CRO                                       |                                           |
| Comisia pentru Petiții                                          | Comisia pentru Petiții                                          | PETI     | 35      |                                         | CRE                                     | Bogdan Rzońca⁠(d)                        | Bogdan Rzońca⁠(d)                        | Bogdan Rzońca⁠(d)                         | Bogdan Rzońca⁠(d)                         | Bogdan Rzońca⁠(d)                         | POL                                      |                                         | PPE                                     | Dolors Montserrat⁠(d)                    | Dolors Montserrat⁠(d)                    | Dolors Montserrat⁠(d)                      | Dolors Montserrat⁠(d)                      | Dolors Montserrat⁠(d)                      | ESP                                       |
| Comisia pentru Petiții                                          | Comisia pentru Petiții                                          | PETI     | 35      |                                         | CRE                                     | Bogdan Rzońca⁠(d)                        | Bogdan Rzońca⁠(d)                        | Bogdan Rzońca⁠(d)                         | Bogdan Rzońca⁠(d)                         | Bogdan Rzońca⁠(d)                         | POL                                      | PPE                                     | Fredis Beleris⁠(d)                       | Fredis Beleris⁠(d)                       | Fredis Beleris⁠(d)                       | Fredis Beleris⁠(d)                         | Fredis Beleris⁠(d)                         | GRE                                       |                                           |
| Comisia pentru Petiții                                          | Comisia pentru Petiții                                          | PETI     | 35      |                                         | CRE                                     | Bogdan Rzońca⁠(d)                        | Bogdan Rzońca⁠(d)                        | Bogdan Rzońca⁠(d)                         | Bogdan Rzońca⁠(d)                         | Bogdan Rzońca⁠(d)                         | POL                                      | S&D                                     | Nils Ušakovs⁠(d)                         | Nils Ušakovs⁠(d)                         | Nils Ušakovs⁠(d)                         | Nils Ušakovs⁠(d)                           | Nils Ušakovs⁠(d)                           | LAT                                       |                                           |
| Comisia pentru Petiții                                          | Comisia pentru Petiții                                          | PETI     | 35      |                                         | CRE                                     | Bogdan Rzońca⁠(d)                        | Bogdan Rzońca⁠(d)                        | Bogdan Rzońca⁠(d)                         | Bogdan Rzońca⁠(d)                         | Bogdan Rzońca⁠(d)                         | POL                                      | G/EFA                                   | Cristina Guarda⁠(d)                      | Cristina Guarda⁠(d)                      | Cristina Guarda⁠(d)                      | Cristina Guarda⁠(d)                        | Cristina Guarda⁠(d)                        | ITA                                       |                                           |
| Surse:                                                          |                                                                 |          |         |                                         |                                         |                                         |                                         |                                          |                                          |                                          |                                          |                                         |                                         |                                         |                                         |                                           |                                           |                                           |                                           |

## Comisii temporare
Conform Regulilor 175 și 176, Parlamentul European poate crea în orice moment comisii temporare pentru rapoarte specifice, pe o perioadă inițială de cel mult 12 luni. Acestea pot fi fie comisii speciale, fie comisii de anchetă.

### Comisii speciale
Exemple de astfel de comisii temporare au fost:
- Comisia temporară privind sistemul de interceptare Echelon
- Comisia temporară privind utilizarea presupusă de către țările europene a CIA pentru transportul și detenția ilegală a prizonierilor.

La 25 aprilie 2007, deputații din Parlamentul European au votat în favoarea înființării unei comisii temporare privind schimbările climatice. Comisia va avea un an pentru a propune politici integrate ale Uniunii Europene privind schimbările climatice, pentru a coordona poziția PE în acest domeniu, pentru a evalua cele mai recente dovezi cu privire la schimbările climatice și pentru a evalua costurile acțiunii.
După alegerile din 2009, în contextul recesiunii din sfârșitul anilor 2000, Parlamentul a înființat o Comisie Specială privind criza financiară, economică și socială.

### Comisii de anchetă
Parlamentul European a înființat nouă comisii de anchetă între introducerea alegerilor directe în 1979 și includerea unei baze legale pentru comisiile de anchetă în Tratatul de la Maastricht din 1995. Acestea au fost:
| An   | Comitet |
| ---- | --- |
| 1983 | Accidentul de la Seveso                                                                                                   |
| 1984 | Ascensiunea fascismului și rasismului. Munca comisiei a condus la „Declarația comună împotriva rasismului și xenofobiei”. |
| 1985 | Problema drogurilor |
| 1986 | Stocurile agricole |
| 1988 | Scandalul Transnuklear |
| 1988 | Hormonele din carne |
| 1991 | Rasismul și xenofobia (Aplicarea Declarației comune împotriva rasismului și xenofobiei)                                   |
| 1991 | Criminalitatea transfrontalieră legată de traficul de droguri                                                             |

Parlamentul European a primit dreptul de a crea comisii temporare de anchetă în temeiul articolului 226 din Tratatul de la Maastricht din 1993. Comisiile de anchetă din 1995 până în prezent sunt:
| Sesiunea PE | Anul      | Abreviere | Comisia de anchetă | Președinte          | Raportor                                   |
| ----------- | --------- | --------- | --- | ------------------- | ------------------------------------------ |
| Patru       | 1996-1997 | TRANSIT   | Comisia temporară de anchetă privind Sistemul Comunitar de Tranzit                                                                                       | John Tomlinson      | Edward Kellett-Bowman                      |
| Patru       | 1996-1997 | ESB I     | Comisia temporară de anchetă privind BSE (encefalopatia spongiformă bovină)                                                                              | Reimer Böge         | Manuel Medina Ortega                       |
| Șase        | 2006-2007 | EQUI      | Comisia temporară de anchetă privind criza Societății de Asigurări Equitable Life                                                                        | Mairead McGuinness  | Diana Wallis                               |
| Opt         | 2015      | EMIS      | Privind măsurarea emisiilor în sectorul auto, înființată la 17 decembrie 2015, lucrările finalizate la 4 aprilie 2017. Vezi Dieselgate.                  | Kathleen Van Brempt | Pablo Zalba Bidegain, Gerben-Jan Gerbrandy |
| Opt         | 2016      | PANA      | Privind spălarea de bani, evitarea taxelor și frauda fiscală, înființată la 8 iunie 2016, lucrările finalizate la 13 decembrie 2017. Vezi Panama Papers. | Werner Langen       | Jeppe Kofod, Petr Ježek                    |
| Nouă        | 2020      | ANIT      | Privind protecția animalelor în timpul transportului, înființată la 19 iunie 2020.                                                                       | Tilly Metz          | Daniel Buda, Isabel Carvalhais             |
| Nouă        | 2022      | PEGA      | Privind utilizarea spyware-ului Pegasus și a unor echivalente de supraveghere, înființată la 10 martie 2022. Vezi Proiectul Pegasus (anchetă).           | Jeroen Lenaers      | Sophie in 't Veld                          |

## Delegații
Eurodeputații participă, de asemenea, în delegații parlamentare care colaborează cu diverse parlamente din afara Uniunii Europene, având ca scop principal promovarea dialogului interparlamentar, întărirea relațiilor internaționale și facilitarea schimburilor de bune practici. În cadrul relațiilor cu țările candidate la aderare, sunt create comisii parlamentare mixte pentru sprijinirea procesului de aliniere la acquis-ul comunitar și consolidarea democrației. De asemenea, există delegații la Adunarea Parlamentară Paritară ACP-UE, Adunarea Parlamentară Euro-Latinoamericană, Adunarea Parlamentară Euronest și Adunarea Parlamentară Euro-Mediteraneană. Prin intermediul acestor delegații, Uniunea Europeană își consolidează influența globală, sprijină parteneriatele internaționale și colaborează cu alte regiuni pentru a aborda provocările globale, precum drepturile omului, migrația și dezvoltarea durabilă.
- Macedonia de Nord
- Turcia
- Mexic
- Chile
- Elveția, Islanda și Norvegia și Spațiul Economic European
- Rusia
- Sud-Estul Europei
- Ucraina
- Moldova
- Kazahstan, Kârgâzstan, Uzbekistan, Tadjikistan, Turkmenistan și Mongolia
- Armenia, Azerbaidjan și Georgia
- Belarus
- Israel
- Consiliul Legislativ Palestinian
- Maghreb
- Mashreq⁠(d)
- Peninsula Arabică
- Iran
- Statele Unite ale Americii
- Canada
- America Centrală
- Comunitatea Andină
- Mercosur
- Japonia
- Republica Populară Chineză
- Asia de Sud-Est, ASEAN
- Peninsula Coreeană
- Australia și Noua Zeelandă
- Africa de Sud
- NATO
- Asia de Sud
- India
- Afganistan
- Parlamentul Panafrican
- Forumului Caraibian⁠(d)

## Conferința Președinților de Comisii și Conferința Președinților de Delegații
Conferința Președinților de Comisii și Conferința Președinților de Delegații sunt două organisme importante în cadrul Parlamentului European, având un rol esențial în promovarea cooperării interne. Conferința Președinților de Comisii este un organism politic care se concentrează pe îmbunătățirea colaborării între comisiile Parlamentului. Aceasta este compusă din președinții tuturor comisiilor permanente și speciale și are ca scop îmbunătățirea coordonării și asigurarea unei bune funcționări a activității legislative.
În schimb, Conferința Președinților de Delegații se ocupă de chestiunile legate de buna funcționare a delegațiilor interparlamentare și a comitetelor parlamentare comune. Acest organism ia în considerare problemele legate de relațiile externe ale Parlamentului, făcând recomandări către Conferința Președinților și îndeplinind sarcini specifice desemnate de Birou sau Conferința Președinților.
Ambele conferințe contribuie semnificativ la coeziunea internă a Parlamentului, asigurând procesul decizional eficient, îmbunătățind coordonarea activităților parlamentare și promovând o colaborare mai strânsă cu țările din afacerea Uniunii Europene.